# Мікеле Наппі
Мікеле Наппі (італ. Michele Nappi, нар. 30 серпня 1951, Сан-Дженнаро-Везув'яно) — італійський футболіст, що грав на позиції захисника.
Виступав, зокрема, за клуби «Перуджа» та «Рома».
Чемпіон Італії. Володар Кубка Італії.

## Ігрова кар'єра
Вихованець футбольної школи клубу «Юве Стабія». Дорослу футбольну кар'єру розпочав 1969 року в основній команді того ж клубу, в якій провів один сезон, взявши участь у 4 матчах чемпіонату.
Згодом з 1970 по 1974 рік грав у складі команд клубів «Пальмезе» та «Соренто».
Своєю грою за останню команду привернув увагу представників тренерського штабу клубу «Перуджа», до складу якого приєднався 1974 року. Відіграв за клуб з Перуджі наступні вісім сезонів ігрової кар'єри. Більшість часу, проведеного у складі «Перуджі», був основним гравцем захисту команди.
1982 року уклав контракт з клубом «Рома», у складі якого провів наступні два роки своєї кар'єри гравця. За цей час виборов титул чемпіона Італії, ставав володарем Кубка Італії.
Завершив ігрову кар'єру у клубі «Перуджа», у складі якого вже виступав раніше. Прийшов до команди 1984 року, захищав її кольори до припинення виступів на професійному рівні у 1985.

## Досягнення
- Чемпіон Італії:

«Рома»: 1982–1983
- Володар Кубка Італії:

«Рома»: 1983–1984